# تگ Hreflang
rel="alternate" hreflang="x" ویژگی-پیوند یک عنصر در زبان تگ نویسی HTML است و به آن تگ hreflang نیز گفته می‌شود. این استفاده تضمین می‌کند که موتورهای جستجو موقعیت جغرافیایی خاص یک وب‌سایت از منظر موقعیت آن در اینترنت و فضای مجازی را درک کرده و نسخه مناسب زبان یا URL منطقه‌ای یک وب‌سایت را به کاربر تحویل دهند.

## نمونه‌هایی برای کاربرد آن
نخست: شناسایی محتوای یکسان یا تقریباً یکسان وب‌سایت
یک صفحه وب را در چندین منطقه به همان زبان (به عنوان مثال ایالات متحده و انگلیس) ارائه می‌دهد. محتویات می‌توانند پس از آن یکسان یا تقریباً یکسان باشند؛( محتوای تکراری ) زیرا اغلب فقط تغییرات جزئی مانند املای منطقه‌ای یا اطلاعات تماس با یکدیگر متفاوت هستند.
 دوم: فقط الگوی وب‌سایت ترجمه شده است. 
برای وب‌سایت‌هایی که عمدتاً کاربر یا محتوای پویا تولید می‌کنند، فقط الگو یا نوارها و پاورقی‌های ناوبری ترجمه شده‌اند. محتوای اصلی فقط به یک زبان در دسترس است.
 سوم: متن وب‌سایت کاملاً ترجمه شده است اما مطالب یکسان هستند .
صفحات مربوط به زبان‌های مختلف به عنوان نمونه فرانسوی و انگلیسی.
 چهارم: این وب‌سایت یک صفحه اصلی برای همه بازدید‌کنندگان ارائه می‌دهد. اما استثنایی هم برای بازدید‌کنندگان با زبان خاص یا وابستگی ملی دارد.
این وب‌سایت فقط بخش‌هایی را ترجمه کرده است و یا مایل است این محتوا را منحصراً در اختیار یک زبان و منطقه خاص برای کاربران قرار دهد. همه کاربران نا‌مشخص به صفحه اصلی منتقل می‌شوند.

## استفاده
سه راه برای اجرای تگ hreflang وجود دارد: 
عنصر پیوند HTML در خط نخست
در قسمت head HTML، یک عنصر پیوند اضافه کنید که به نسخه زبان دیگر اشاره دارد.
هدر-HTTP
برای پرونده‌هایی که در قالب HTML ذخیره نشده‌اند، اما به عنوان PDF، به عنوان مثال می‌توان از هدر HTTP استفاده کرد.
نقشه سایت
اطلاعات از طریق نقشه سایت ارسال می‌شود.

### ویژگی‌های ویژه در هنگام استفاده
هنگام استفاده از پیوند hreflang، باید پیوند دو‌طرفه در نظر گرفته شود. این بدان معنی است که کلیه محتوای معادل آن باید با یکدیگر مرتبط باشند. موتور جستجوی فقط در این صورت می‌تواند معماری شبکه وب‌سایت را درک کند. اگر پیوند hreflang فقط "یک‌طرفه" باشد، ساختار شکسته می‌شود و از منظر موتور جستجو معتبر نیست. 
- به عنوان نمونه:

هر دو صفحه A به صفحه B و صفحه B به صفحه A اشاره دارند که به طور منطقی، هر دو یک هدف مرجع معنی‌دار از طرف دیگر هستند.

## ساختار کلی تگ پیوند در اچ تی ام‌ال
- ساختار کلی اینگونه به نظر می‌رسد: <link rel=”alternate” hreflang=”xx-XX” href=”URL”/>

### توضیح
- <link ← Geöffnetes [[Hyperlink|Link]]-Element * rel=”alternate” ← Weist auf eine alternative Version des vorliegenden Dokuments hin * hreflang=”xx-XX” ← Bestimmt die Sprache (xx) und die Region (XX) des Dokuments * href=”URL” ← Enthält die absolute URL des weiteren Dokuments in einer anderen Sprache */> ← Geschlossenes Link-Element

## پیوندها
- Google از ویژگی hreflang برای URL یا URL منطقه پشتیبانی می کند (آلمانی)
- تولید کننده کد ISO برای ایجاد مقادیر معتبر hreflang (آلمانی)
- اعتبار سنج hreflang برای بررسی خصوصیات hreflang که در منبع منبع (آلمانی) ادغام شده اند
- توضیح برچسب متن HTML بایگانی‌شده  در ۷ ژوئن ۲۰۱۹ توسط Wayback Machine